# 妹の日
妹の日（いもうとのひ）は、日本の漫画家である畑田国男が制定した記念日で、9月6日に挙行される。

## 歴史
1991年に『「妹の力」社会学』などの著書を持つ、「兄弟型・姉妹型」の研究者である畑田国男が9月6日を妹の日であると制定した。彼はスポーツや芸能界で功績を上げる多くの女性は妹であると考えていた。9月6日である理由は、誰からも愛される可憐さの象徴である妹は、乙女座を表しており、乙女座の期間にあたる8月23日から9月22日の中間日の前日が9月6日であるからだとされている。1992年までには、「妹の日」推進委員会が設置された。

## イベント
妹の日には「日本妹大賞」が開催される。この賞は有森裕子や蟹江ぎんが受賞した。
2018年、アニメ『俺が好きなのは妹だけど妹じゃない』のキャストとキャラクタービジュアルが妹の日に公開された。
2019年には、AbemaTVにて、妹の日を特集して9月6日とその周辺日に、妹を主題としたアニメである『俺の妹がこんなに可愛いわけがない』と『エロマンガ先生』が一挙配信された。
2020年には、AbemaTVで妹の日に、2019年に配信された2作に加えて『ヨスガノソラ』や『干物妹!うまるちゃん』などの妹が登場するアニメを無料配信する企画が行われる。